# جووانا اسکوتو
جووانا اسکوتو (انگلیسی: Giovanna Scotto؛ ۲۶ اوت ۱۸۹۵ – ۲۳ دسامبر ۱۹۸۵) بازیگر و صداپیشه اهل ایتالیا بود. او با آنکه دوبار ازدواج کرد، اما فرزندی نداشت.
از فیلم‌ها یا برنامه‌های تلویزیونی که وی در آن نقش داشته‌است، می‌توان به قهرمانان یکشنبه و ده فرمان اشاره کرد.